# Jack Gower
Jack Gower (ur. 26 maja 1994 w Chichesterze) – brytyjsko-irlandzki narciarz alpejski, olimpijczyk z Pekinu 2022.

## Kariera
Z pochodzenia Anglik. Początkowo reprezentował Wielką Brytanię. W 2021 zmienił barwy na irlandzkie, skąd pochodziła jego babka.
Podczas Zimowych Igrzysk Olimpijskich 2022 zajął 12. miejsce w superkombinacji. Był to najlepszy wynik irlandzkiego narciarza alpejskiego w historii i drugi najlepszy wśród zawodników wszystkich dyscyplin podczas dotychczasowych startów Irlandii na zimowych igrzyskach olimpijskich.

## Wyniki
| Impreza                     | Rok  | Reprezentacja   | Gospodarz          | slalom | slalom gigant | supergigant | superkombinacja | zjazd |
| --------------------------- | ---- | --------------- | ------------------ | ------ | ------------- | ----------- | --------------- | ----- |
| Igrzyska olimpijskie        | 2022 | Irlandia        | Pekin              | —      | 25            | DNF         | 12              | 31    |
| Mistrzostwa świata          | 2015 | Wielka Brytania | Vail, Beaver Creek | —      | 38            | —           | —               | —     |
| Mistrzostwa świata          | 2019 | Wielka Brytania | Åre                | —      | DNS           | DSQ         | DNF             | 41    |
| Mistrzostwa świata juniorów | 2011 | Wielka Brytania | Crans-Montana      | 54     | 50            | —           | —               | —     |
| Mistrzostwa świata juniorów | 2013 | Wielka Brytania | Québec             | —      | DNS           | —           | —               | —     |
| Mistrzostwa świata juniorów | 2014 | Wielka Brytania | Jasná              | DNF    | 10            | 45          | DNF             | 30    |
| Mistrzostwa świata juniorów | 2015 | Wielka Brytania | Hafjell            | —      | DNF           | 47          | DNS             | 38    |